# Enmeluana
Enmeluana – według Sumeryjskiej listy królów trzeci z legendarnych władców sumeryjskich, który panować miał przed potopem w mieście Bad-tibira przez 43200 lat.